# Die nächste Kugel im Lauf
Die nächste Kugel im Lauf ist ein Soloalbum des deutschen Rappers Sera Finale. Es erschien am 21. September 2007 über das Berliner Independent-Label I Luv Money Records. Der Vertrieb wurde von Soulfood übernommen.

## Hintergrund
Sera Finale veröffentlichte Ende 2005 das Soloalbum Serafiniert. Danach wurde Sera Finale Vater, außerdem schloss er seine Ausbildung ab. Auf musikalischer Ebene war er zunächst auf Alben befreundeter Rapper zu hören, wo er Gastbeiträge beisteuerte. So nahm er Songs mit Ercandize, Mnemonic King Orgasmus One, Godsilla, MOK oder Mike Crush auf. Zudem war er im Oktober 2006 auf dem Berliner Hip-Hop-Sampler Rap City Berlin mit dem Song Berlin zu hören. Dieser wurde später auch auf Die nächste Kugel im Lauf veröffentlicht. Während dieser Zeit lernte er den Hauptproduzenten von Die nächste Kugel im Lauf, Djorkaeff, kennen. Dadurch konnte er Kontakte zu Godsilla und später King Orgasmus One knüpfen, worauf Sera Finale im Dezember 2006 den Song Niemals, der auch auf Die nächste Kugel im Lauf veröffentlicht wurde, auf King Orgasmus Ones Soundtrack zu Orgi Pörnchen 4 platzieren konnte. Später nahm Orgasmus Sera Finale bei seinem Label I Luv Money Records unter Vertrag.
Insgesamt wurde Die nächste Kugel im Lauf von Ende 2006 bis Juni 2007 geschrieben, produziert und aufgenommen.

## Titelliste
| #  | Titel                     | Gastmusiker                 | Produzent | Länge |
| -- | ------------------------- | --------------------------- | --------- | ----- |
| 1  | Das ist                   |                             | Djorkaeff | 3:40  |
| 2  | Ich feier mich            |                             | Djorkaeff | 3:07  |
| 3  | Alles so leicht           |                             | Djorkaeff | 3:17  |
| 4  | Die nächste Kugel im Lauf |                             | Djorkaeff | 3:26  |
| 5  | Berlin                    |                             | Djorkaeff | 3:18  |
| 6  | Mit ihr                   |                             | Djorkaeff | 3:57  |
| 7  | Queen vom Kiez II         |                             | Djorkaeff | 3:13  |
| 8  | Zu dir                    |                             | Beatzarre | 4:11  |
| 9  | S muss weitergehen        |                             | Djorkaeff | 3:06  |
| 10 | Niemals                   |                             | Djorkaeff | 3:06  |
| 11 | Mama                      |                             | Djorkaeff | 3:51  |
| 12 | Mein Freund               |                             | Djorkaeff | 3:57  |
| 13 | S zum F                   |                             | Djorkaeff | 3:06  |
| 14 | Wenig Zeit                | King Orgasmus One, Godsilla | Djorkaeff | 3:23  |
| 15 | Manifest                  |                             | Beatzarre | 5:13  |

## Inhalt
Im Gegensatz zum vorherigen Album Serafiniert legte Sera Finale mehr Wert auf thematische Songs.
Das ist

Im Intro Das ist beginnt Sera Finale jeden Satz mit Das ist und beschreibt so, was den Hörer auf dem Album erwartet. Der Refrain wird gescratcht.
Ich feier mich

In Ich feier mich rappt Sera Finale, was er alles mag. So nennt er beispielsweise Queensbridge, Rapper Game, Berlin, Punchlines oder Pommes frites. Den gesungenen Refrain widmet er sich selbst. Er rappt, dass er die Meinung von Kritikern ignoriert und sich selbst feiert.
Alles so leicht

Der Titel Alles so leicht behandelt entspannte Momente des Lebens. Sera Finale erzählt dabei von einem perfekten Tag, an dem man alle Sorgen vergessen könne und sich frei fühlen könne.
Die nächste Kugel im Lauf

Der Titeltrack Die nächste Kugel im Lauf ist einer von zwei Songs, die stilistisch dem Battle-Rap zuzuordnen sind. Dabei verwendet der Rapper zahlreiche Vergleiche und Wortspiele (bspw.: Mich zu stoppen ist weit hergeholt wie Steine vom Mond oder Beef hin, Beef her wie ein Schweinetransport). Weiter rappt er, dass er keine Pistole brauche, sondern mit Wörtern kille. Er selbst bezeichnet sich als Engel des Feuers und Krieger des Lichts.
Berlin

Berlin ist eine Hymne auf Sera Finales Heimatstadt. Darin beschreibt er Berlin als die Stadt überhaupt und Paradies der Gegensätze. Dabei nennt er u. a. Currywurst, Döner, Bier, Pfennige, Hertha BSC oder die BVG als berlintypisch. Auch die sogenannte Berliner Schnauze wird erwähnt. Insgesamt sei Berlin der beste Platz auf dem Planeten.
Mit ihr

In Mit ihr erzählt er eine fiktive Geschichte von einer Jugendliebe und den Erlebnissen mit dem namentlich nicht genannten Mädchen. Sera Finale sei vor allem wichtig gewesen, das Thema Erinnerungen an sich zu behandeln, ohne einfach nur Geschehen aufzuzählen. In der Hook beschreibt er seine Jugend als die gute alte Zeit.
Queen vom Kiez II

Der Song Queen vom Kiez II ist eine Fortsetzung vom ersten Track Queen vom Kiez, der 2005 auf Serafiniert veröffentlicht wurde. Inhaltlich handelt es sich dabei um ein Liebeslied an seine Frau. Er erklärt seine Liebe als sicher, ortsunabhängig und Amors Meisterwerk. Er freue sich auf den Moment, wo er Großvater wird.
Zu dir

Zu dir beschreibt die Beziehung von Sera Finale zum Rap. Den Kreislauf beschreibt er als „von draußen ins Herz, vom Herz aufs Papier, vom Papier auf den Track und vom Track zu dir“. Sich selbst vergleicht er mit dem Feuervogel. Er höre nicht auf, bevor sein letztes Wort im ewigen Feuer verdampfe. Rap definiert er als „manchmal fliegen, manchmal auf der Stelle laufen“. Durch Rap könne er die Welt mit einer Idee verändern.
S muss weitergehen

In S muss weitergehen rappt Sera Finale, dass er immer weitermacht und er alles hinter sich stehenlasse.
Niemals

Der Titel Niemals handelt davon, dass niemand Sera Finale aufhalten könne. Außerdem zählt er auf, was er niemals getan habe oder tun werde. So würde er niemals vergessen, woher er komme, niemals habe er daran gezweifelt, was er mache und niemals würde er seine Familie im Stich lassen. Außerdem erwähnt er seine Tochter kurz.
Mama

Der Song Mama ist Sera Finales Mutter gewidmet. Darin bedankt er sich bei ihr und lässt seine Kindheit Revue passiert. Außerdem entschuldigt er sich für einige Geschehnisse bei seiner Mutter.
Mein Freund

In Mein Freund thematisiert er sein Verhältnis zu Gott, ohne das Wort „Gott“ zu verwenden. Er selbst bezeichnet sich als religiös, jedoch ohne festen Glauben. In dem Song spricht Sera Finale Gott als einen guten Freund von ihm an und erzählt von den Problemen der Erde. So befragt er ihn nach seiner Meinung zum Irakkrieg. Weiter bedankt er sich auch für sein Talent. Am Ende jeder Strophe bittet er um einen Rückruf und nennt jeweils die Uhrzeit.
S zum F

Bei S zum F handelt es sich um einen im Hip-Hop typischen Representer, in dem der Rapper sich als der Konkurrenz überlegen und unvergleichlich zeigt. Im Text vergleicht er sich mit Don Vito Corleone aus dem Film Der Pate.
Wenig Zeit

Im Track Wenig Zeit zählen Sera Finale, King Orgasmus One und Godsilla auf, was sie alles noch tun wollen. So wünscht sich King Orgasmus One, Fliegen zu können, unsterblich zu sein, ein Mittel gegen Krebs zu haben und nie wieder Ärger zu haben. Sera Finale rappt u. a., dass er gerne ein Album mit Rapper Game aufnehmen würde. Godsilla, der die dritte Strophe übernimmt, wünscht sich, dass sich seine CDs 100.000 Mal verkaufen, was dem Goldstatus entspricht. Im Refrain rappt Sera Finale, dass sie noch viel vor haben, jedoch wenig Zeit haben.
Manifest

Der abschließende Titel Manifest ist der mit Abstand längste Titel auf der LP. Er ähnelt vom Aufbau her dem Serafiniert-Song Endlich. In beiden Liedern rappt Sera Finale durch und verzichtet dabei auf einen Refrain. Auch von der Raptechnik sind Parallelen zueinander vorhanden. Inhaltlich fasst Sera Finale nochmal diverse Themen zusammen. So widmet er der dritten Welt, dem Krieg, dem Hip-Hop, seiner Tochter, seiner Frau und seinen Fans Zeilen.

## Illustration
Das Cover von Die nächste Kugel im Lauf zeigt ein Foto von Sera Finale aus der Froschperspektive, das bei Nacht aufgenommen wurde. Im Mittelpunkt steht dabei der Rapper, der dem Betrachter seitlich zugewendet ist und ein graues T-Shirt und Baseballcap mit dem Aufdruck LA (Los Angeles) trägt. Im Hintergrund sind diverse Lichter in den Farbtönen gelb, orange und blau zu sehen. In der unteren Hälfte befindet sich mittig das Logo von Sera Finale, das dessen Namen in schwarzer Schreibschrift zeigt. Rechts unten liegt das Logo von I Luv Money Records.
Das Foto für das Cover wurde an der Kreuzung Schönhauser Allee / Eberswalder Str. / Danziger Str. aufgenommen.

## Produktion
Der Hauptteil vom Album wurde vom Berliner Hip-Hop-Produzenten Djorkaeff produziert. Dieser zeigte sich für die Beats von Das ist, Ich feier mich, Alles so leicht, Die nächste Kugel im Lauf, Berlin, Mit ihr, Queen vom Kiez II, S muss weitergehen, Niemals, Mama, Mein Freund, S zum F und Wenig Zeit verantwortlich. In vielen Stücken kamen zusätzlich eingespielte Instrumente zum Einsatz. So wurde auf Das ist, Ich feier mich, Die nächste Kugel im Lauf, Berlin, S muss weitergehen, Mama und Mein Freund eine Gitarre von Marius Mahn eingespielt. In Ich feier mich und Mit ihr verwendete Djorkaeff für die Produktion der Musik zusätzlich ein Keyboard. Im ersten Titel Das ist sind für Hip-Hop charakteristische Scratches hörbar. Bei dieser DJ-Technik werden durch manuelles Hin- und Herbewegen einer laufenden Schallplatte Töne erzeugt. Diese Tonerzeugung wurde im entsprechenden Titel von DJ Danetic getätigt. Sera Finale begründete die Verwendung dieses Stilmittels damit, dass er mit Cuts groß geworden ist und heutzutage viel zu wenig gecuttet werde.
Zwei weitere Titel wurden von Beatzarre produziert. Diese Produktionen sind den Songs Zu dir und Manifest zuzuordnen. Das Album wurde von Serk in den I Luv Money Studios in Berlin abgemischt und gemastert.

## Gastbeiträge
Auf dem Album befinden sich lediglich zwei Gastbeiträge, sogenannte Featurings. Diese befinden sich auf Wenig Zeit. Auf diesem Song wird Sera Finale von seinen beiden Berliner Labelkollegen King Orgasmus One und Godsilla, der mittlerweile nur noch unter dem Namen Silla auftritt, unterstützt. Dabei rappt King Orgasmus One die erste, Sera Finale die zweite und Godsilla die dritte und letzte Strophe. Der Refrain hingegen wird nur von Sera Finale gesungen.
Ursprünglich waren auch Gastbeiträge von MOK und Megaloh geplant. Diese kamen jedoch aus unbekannten Gründen nicht zustande. Mit MOK gab es bereits Zusammenarbeiten auf dessen Alben Das Beste (2006) und Hustler (2007). Mit Megaloh nahm Sera Finale den Song Erinner mich für dessen Alben Reim geschäftlich auf.

## Vermarktung
Das einzige Video des Albums wurde zum Titel Berlin gedreht. Dieses feierte bereits im Oktober 2006 zur Veröffentlichung des Rap-Samplers, auf dem der Song ebenfalls vertreten war, Premiere. Für das Video wurden diverse Drehorte innerhalb Berlins verwendet. So befinden sich im Video Aufnahmen vor dem Olympiastadion, am Alexanderplatz, beim Imbissstand Curry 36 am Mehringdamm oder im ehemaligen Flughafen Berlin-Tempelhof. Zudem sind mehrmals Ausschnitte aus einem Boxkampf zu sehen.
Im Vorfeld der Albumveröffentlichung wurde ein sogenanntes Snippet des Albums zum kostenlosen Download veröffentlicht. Darin wurden alle Titel kurz angespielt, um dem Hörer einen Eindruck der LP zu verschaffen.
Im Rahmen der Albumpromotion war Sera Finale mit dem exklusiven Titel Nie zu spät auf der Juice-CD #79 vertreten. Diese lag der Juice-Ausgabe 10/2007 bei. Produziert wurde der Song von Djorkaeff.

## Kritik
Das Hip-Hop-Magazin Juice vergab dem Album 4,5 von 6 möglichen Kronen. Der Redakteur bemerkte vor allem die Entwicklung, die der Berliner Rapper hinter sich habe. Er sei erwachsen geworden und so sei das komplette Album nachdenklicher. „Substanziellere Texte, melancholischere Hooks, melodiösere Beats und eine polternde Reibeisenstimme, die man von ihm in dieser Form noch nicht gewohnt war“ bekomme man auf dem Album zu hören. Dabei habe er seien Wortwitz aber nicht verloren und „droppe immer noch jede Menge lustige Anekdoten und Vergleiche“ und dehne „das Vokabular im Stile eines großen MCs“. Sera Finale schaffe es, „positive wie negative Aussagen in einen Relationskontext zu stellen, dabei eine gewisse Härte auszudrücken, gleichzeitig aber eine positive Grundeinstellung zum Leben im Generellen zu vermitteln“. Auch die Produktionen seien gelungen, ebenso wurden die beiden Gastbeiträge von King Orgasmus One und Godsilla gelobt. Zusammenfassend sei Die nächste Kugel im Lauf „nicht weniger als ein schlüssiges, durchdachtes, rundes Manifest einer großen Liebe zu Rap“.
Die Internetplattform Rap4Fame bewertete das Album mit 4,5 von möglichen 5 Kronen. Dabei wurde das Album als „reifer“ beschrieben. Eine Weiterentwicklung des Künstlers sei deutlich erkennbar. Insgesamt sei Sera Finale „vielleicht nicht so ignorant wie K.I.Z, nicht so innovativ wie Maeckes & Plan B und technisch nicht so herausragend wie Olli Banjo“, dennoch sei das Album eines der Highlights aus dem Jahr 2007.
Die Redaktion von rap.de bewertete Die nächste Kugel im Lauf mit einem Bewertungssystem, das einem analogen Thermometer ähnelte. Dabei schlug die Nadel im rechten, oberen Bereich aus. Redakteurin Nora bezeichnete das Album als sehr vielfältiges Album, das sich bei näherem Hinhören aber als ehrliche und persönliche Musik herausstelle. Sera Finale kombiniere seine harte, dunkle Stimme perfekt mit den melodiösen Beats und verhindere somit kitschige Songs. Auch die Wortspiele wurden positiv erwähnt. Die teilweise gesungenen Hooks runden das positive Gesamtbild ab. Insgesamt sei das Album ein musikalischer Palast. Der Rapper ließe durch seine Worte leicht nachvollziehbare Bilder entstehen. Jeder Track schaffe eine eigene Atmosphäre und es gebe keine Tiefpunkte.
Die deutsche die tageszeitung (taz) bewertete das Album positiv. Zwar habe Sera Finale auch das typische Gehabe des Gangster-Raps. Jedoch seien seine Inhalte differenzierter als die anderer Rapper. Die Raps wurden als „elegent“ beschrieben. Die Beats hingegen wurden als „altmodisch, der bisweilen an die frühen Tage des kalifornischen G-Funk erinnert“ beschrieben, bei dem sich „jeder zweite Song wie von Tupac Shakur abgekupfert“ anhöre. Dies soll aber nicht als Vorwurf, sondern als „liebevolle Ehrbezeugung und konsequente Umsetzung abgebucht“ werden.